# لاس پاراس د کاستیته
لاس پاراس د کاستیته (به اسپانیایی: Las Parras de Castellote) یک شهرستان در اسپانیا است که در استان تروئل واقع شده‌است.

## خصوصیات
لاس پاراس د کاستیته ۴۱ کیلومترمربع مساحت و ۸۶ نفر جمعیت دارد.